# Electragapetus scitulus
Electragapetus scitulus is een fossiele soort schietmot uit de familie Glossosomatidae.